# Francis Xavier D’Sa
Francis Xavier D’Sa SJ (* 29. November 1936 in Gokak Falls, Distrikt Belagavi (Belgaum), Britisch-Indien) ist ein indischer Jesuit und Hochschullehrer.

## Leben
Francis Xavier D’Sa stammt aus einer seit Jahrhunderten christlichen Familie in Goa. Im Alter von 17 Jahren trat er in Bombay in den Jesuitenorden ein. Er studierte Philosophie in Pune, anschließend Theologie in Innsbruck. 1967 wurde er zum Priester geweiht. Es folgte ein Promotionsstudium in Indologie bei Gerhard Oberhammer an der Universität Wien. 
1973 kehrte er nach Indien zurück und gründete das Institute for the Study of Religion an der päpstlichen Hochschule Jnana-Deepa Vidyapeeth in Pune, einer Einrichtung zur Erforschung hinduistischer Traditionen und zur Förderung des interreligiösen und interkulturellen Dialogs.
Neben seiner Lehr- und Forschungstätigkeit in Pune nahm Francis D’Sa immer wieder Lehraufträge in Innsbruck und Frankfurt, in Fribourg, Salzburg, Tübingen und Würzburg wahr.
Von 2003 bis 2008 war er Professor am Stiftungslehrstuhl für Missionswissenschaft und Dialog der Religionen an der Julius-Maximilians-Universität Würzburg. 
Am 1. Dezember 2016 erhielt er gemeinsam mit Gregory Baum die Ehrendoktorwürde der Katholisch-Theologischen Fakultät der Eberhard-Karls-Universität in Tübingen. Sie wurden dafür geehrt, dass sie sich mit Beharrlichkeit für den interreligiösen und interkulturellen Dialog einsetzen.

## Werke
- Śabdaprāmāṇyam in Śabara and Kumārila : towards a study of the Mīmāmsā experience of language. Leiden: Brill; Wien: Gerold; Delhi: Motilal Banarsidass 1980 ISBN 978-3-900271-07-7 (= Publications of the De Nobili Research Library 7)
- Gott, der Dreieine und der All-Ganze: Vorwort zur Begegnung zwischen Christentum und Hinduismus. Düsseldorf: Patmos-Verlag 1987 ISBN 978-3-491-77682-1 (= Theologie interkulturell 2)
- Regenbogen der Offenbarung: das Universum des Glaubens und das Pluriversum der Bekenntnisse. Frankfurt, M.; London: IKO – Verlag für Interkulturelle Kommunikation ISBN 978-3-88939-799-7 (= Theologie interkulturell 16)
- mit Jürgen Lohmayer: Heil und Befreiung in Afrika: die Kirchen vor der missionarischen Herausforderung durch HIV, AIDS. Würzburg: Echter 2007 ISBN 978-3-429-02947-0 (= Missionswissenschaft und Dialog der Religionen 3)
- mit Jürgen Lohmayer: Tsunami: ein Zeichen der Zeit; Menschen und Natur im Dialog der Religionen. Würzburg: Echter 2009 ISBN 978-3-429-02994-4 (= Missionswissenschaft und Dialog der Religionen 4)

## Festschriften
- Thomas Schreijäck, Siegfried Wiedenhofer (Hrsg.): Mission – ein Dialog: Francis X. D’Sa zu Ehren. Wien; Zürich; Berlin; Münster: Lit 2008 ISBN 978-3-8258-1037-5 (= Theologie 25)
- Bernd Jochen Hilberath/Clemens Mendonca (Hrsg.): Begegnen statt importieren: zum Verhältnis von Religion und Kultur; Festschrift zum 75. Geburtstag von Francis X. D’Sa. Ostfildern: Matthias-Grünewald-Verlag 2011 ISBN 978-3-7867-2897-9